# Joseon yeohyeongsa damo
Joseon yeohyeongsa damo (hangeul: 조선 여형사 다모, lett. La detective damo a Joseon; titolo internazionale The Legendary Police Woman, conosciuta anche come Damo) è una serie televisiva sudcoreana trasmessa su MBC dal 28 luglio al 9 settembre 2003.

## Trama
Joseon, XVII secolo. Chae-ok è di nobili origini, ma la sua famiglia viene distrutta quando suo padre viene accusato di voler rovesciare il re. Separata dal fratello e dalla madre mentre scappano dalle guardie imperiali, la bambina viene catturata e assegnata come serva alla residenza Hwangbo per occuparsi, in particolare, del giovane padrone Hwangbo Yoon. Yoon, figlio di una concubina, è stato trattato male dal padre fin da bambino e, vivendo in una società piena di pregiudizi tra classi sociali, condivide il proprio dolore con Chae-ok e si prende cura di lei. Posti sotto la tutela di un maestro di arti marziali, con il  passare del tempo s'innamorano. Yoon diventa un investigatore della polizia di alto livello, mentre Chae-ok lavora nella sua squadra come damo, una detective donna: quando inizia a lavorare sotto copertura a un caso di contraffazione di monete, si ritrova attratta da Jang Sung-baek, il misterioso capo dei ribelli nel quale si è infiltrata.

## Personaggi
- Jang Chae-ok/Jang Jae-hee, interpretata da Ha Ji-won e Jung Min-ah (da bambina)
- Hwangbo Yoon, interpretato da Lee Seo-jin e Baek Sung-hyun (da adolescente)
Comandante della polizia.
- Jang Sung-baek/Jang Jae-moo, interpretato da Kim Min-joon e Kim Soo-yong (da adolescente)
Il capo di un gruppo di falsari.
- Jo Se-wook, interpretato da Park Yeong-gyu
Capo della polizia.
- Baek Joo-wan, interpretato da Lee Han-wi
Agente di polizia.
- Lee Won-hae, interpretato da Kwon Oh-joong
Agente di polizia.
- Ma Chook-ji, interpretato da Lee Moon-sik
Un ladruncolo.
- Ta Bak-nyeo, interpretata da Noh Hyun-hee
Moglie di Ma Chook-ji.
- Ahn Nok-sa, interpretato da Yoon Moon-sik
Il padre di Byung-taek.
- Ahn Byung-taek, interpretato da Shin Seung-hwan
Ragazzo innamorato di Chae-ok.
- Jung Pil-joon, interpretato da Jung Wook
Ministro della difesa e capo dei falsari.
- Choi Dal-pyung, interpretato da Jung Ho-keun
Magistrato sotto Jung Pil-joon.
- Noh Gak-chul, interpretato da Kwon Yong-woon
Uomo della banda di Jang Sung-baek.
- Kato Masayuki, interpretato da Ahn Kye-beom
Spadaccino giapponese al servizio di Jung Pil-joon.
- Soo-myung, interpretata da Kim Min-kyung
Spadaccina al servizio di Jang Sung-baek, il magistrato Choi si è preso cura di lei e della madre.
- Deok-soo, interpretato da Jeon In-taek
Uomo della banda di Jang Sung-baek.
- Padre di Hwangbo Yoon, interpretato da Jang Yong
- Madre di Hwangbo Yoon, interpretata da Park Soon-cheon
- Jo Chi-o, interpretato da Jo Jae-hyeok
Comandante di polizia, fratello di Nan-hee e figlio di Se-wook.
- Jo Nan-hee, interpretata da Chae Young-in
Figlia di Jo Se-wook, è innamorata di Hwangbo Yoon.
- Jung Hong-doo, interpretato da Hyun Seok
Generale addetto all'addestramento dei soldati.
- Re, interpretato da Sunwoo Jae-duk

## Accoglienza
La serie iniziò con ascolti modesti (il primo episodio registrò il 14% di share), ma presto guadagnò popolarità tra i telespettatori tra i venti e i trent'anni, diventando il primo drama coreano dell'era di internet a raggiungere un milione di post nell'area dei messaggi del sito ufficiale, causando l'arresto del server del sito; alla fine, i messaggi superarono i quattro milioni. I fan online crearono il nomignolo ironico pyein (un gioco di parole con la parola inglese "pain", "dolore"), riferendosi a se stessi come "paralizzati dal dolore" perché passavano ore davanti al computer a scrivere commenti e discussioni sulla serie, e a chattare online con altri spettatori al punto da non essere in grado di condurre una vita normale. Anche il cast e lo staff della serie interagivano con questi utenti per meglio comprendere le reazioni degli spettatori.
Anche molto dopo la fine della messa in onda, i pyein continuarono a generare contenuti, come una newsletter chiamata Damo Ilbo scritta nel coreano dell'era Joseon, video creati da loro stessi e migliaia di disegni legati al drama. La popolarità online portò introiti al canale televisivo MBC, che guadagnò circa 10 milioni di won sudcoreani al giorno tramite le commissioni residue di internet. Joseon yeohyeongsa damo, che registrò uno share medio superiore al 20% (19,1% per TNS, secondo il quale lo share più alto fu il 26,1%), divenne un fenomeno culturale grazie alla sua popolarità online, costringendo le reti televisive a cambiare il loro approccio agli ascolti, ai contenuti online e alla risposta dei telespettatori.

## Colonna sonora
1. Fate (Rock) (숙명) - Kim Sang-min
2. A Grove of Japanese Apricot Blossom (매화밭)
3. A Song of Sorrow (비가) - Kim Bum-soo
4. Land (Pipe Solo) (연)
5. A Song of Devotion (단심가) - Page
6. Damo (Oboe Solo) (다모)
7. Fate II (Ballad) (숙명 II) - Kim Sang-min
8. Adagio (아다지오)
9. The Last Heaven (마지막 안식처) - Jo Gwan-woo
10. Fate (Rock) (strumentale) (숙명)
11. A Song of Sorrow (strumentale) (비가)
12. A Song of Devotion (Ballad) (strumentale) (단심가)
13. Fate II (Ballad) (strumentale) (숙명 II)
14. The Last Heaven (strumentale) (마지막 안식처

## Riconoscimenti
| Anno | Premio                  | Categoria                               | Ricevente               | Risultato       |
| ---- | ----------------------- | --------------------------------------- | ----------------------- | --------------- |
| 2003 | MBC Drama Awards        | Premio alla massima eccellenza, attrice | Ha Ji-won               | Vincitore/trice |
| 2003 | MBC Drama Awards        | Premio all'eccellenza, attore           | Lee Seo-jin             | Vincitore/trice |
| 2003 | MBC Drama Awards        | Miglior nuovo attore                    | Kim Min-joon            | Vincitore/trice |
| 2003 | MBC Drama Awards        | Premio speciale, sceneggiatura          | Jung Hyung-soo          | Candidato/a     |
| 2003 | MBC Drama Awards        | Premio speciale, attore                 | Cho Jae-hyun            | Candidato/a     |
| 2003 | MBC Drama Awards        | Premio popolarità                       | Ha Ji-won               | Vincitore/trice |
| 2003 | MBC Drama Awards        | Premio popolarità                       | Kim Min-joon            | Candidato/a     |
| 2003 | MBC Drama Awards        | Premio popolarità                       | Lee Seo-jin             | Candidato/a     |
| 2003 | MBC Drama Awards        | Premio miglior coppia                   | Ha Ji-won e Lee Seo-jin | Vincitore/trice |
| 2004 | Baeksang Arts Awards    | Miglior nuovo regista (TV)              | Lee Jae-gyu             | Vincitore/trice |
| 2004 | Baeksang Arts Awards    | Miglior nuovo attore (TV)               | Kim Min-joon            | Vincitore/trice |
| 2004 | Asian Television Awards | Miglior drama                           |                         | Vincitore/trice |

## Distribuzioni internazionali
| Paese    | Canale/i | Prima TV                    | Titolo adottato                    |
| -------- | -------- | --------------------------- | ---------------------------------- |
| Giappone | NHK      | novembre 2005-febbraio 2006 | チェオクの剣 (La spada di Chae-ok) |
| Taiwan   | TTV      |                             | 茶母 (Damo)                        |